# مجمع ووترغيت

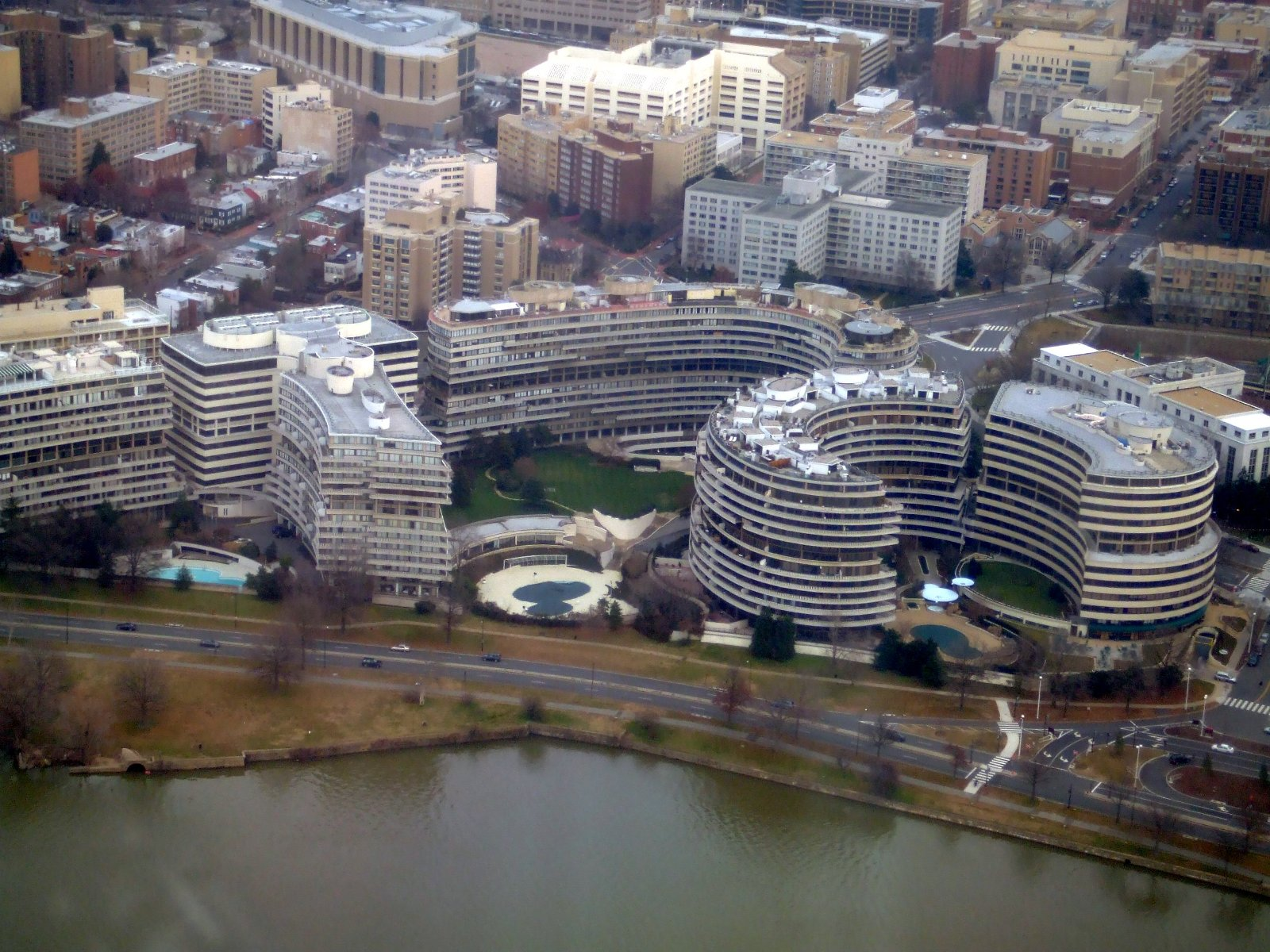
مبنى ووترغيت

 مبنى ووترغيت هو عبارة عن مجمع من المباني المكتبية ومبنى يحتوي على فندق فاخر. كانت إحدى لجان الحزب الديمقراطي الأمريكي في واشنطن تتخذ من الدور السادس في أحد الأبراج المكتبية للمجمع مقرًا لها، وفي عام 1972 تجسس مساعدون للرئيس الأمريكي ريتشارد نيكسون على مكاتب الحزب الديمقراطي المنافس لحزب نيكسون الجمهوري، وكان من نتائج اكتشاف عملية التجسس استقالة الرئيس نيكسون من رئاسة الولايات المتحدة الأمريكية عام 1974 ما أصبح يعرف فيما بعد بفضيحة ووترجيت على اسم هذا المبنى.